# Fenpropathrin
Fenpropathrin ist eine chemische Verbindung aus der Gruppe der Pyrethroide.

## Eigenschaften
Fenpropathrin ist ein brennbarer schwach gelber Feststoff, der praktisch unlöslich in Wasser ist. Es ist instabil unter alkalischen Bedingungen.

## Verwendung

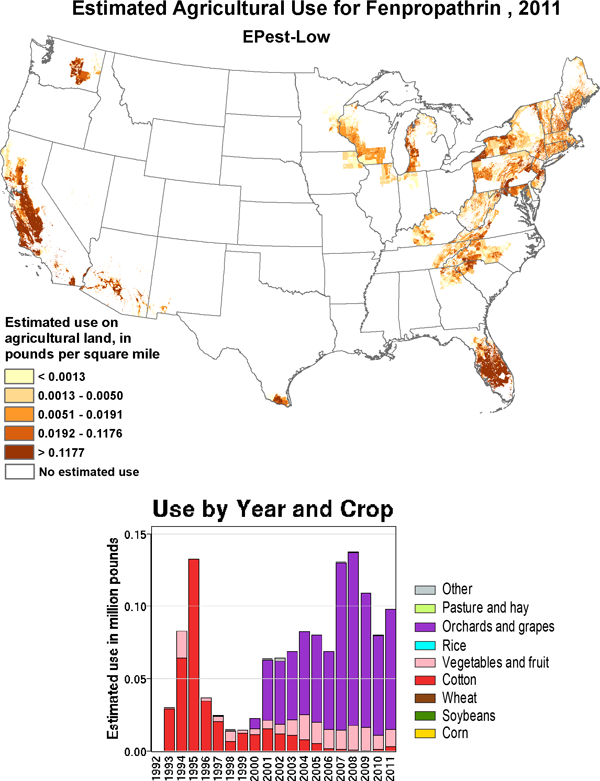
Geschätzte Ausbringungsmenge in den USA 2011

Fenpropathrin wird als Akarizid und Insektizid zur Bekämpfung einer Reihe von Insekten, vor allem Milben, beim Anbau von Obst und Gemüse verwendet. Es wirkt durch Blockierung der Natriumkanäle der Nervenzellen.
In den USA kam es nach 1999 zu einer Renaissance der Fenpropathrinanwendung, wo es heute überwiegend im Weinbau verwendet wird.

## Zulassung
In keinem der EU-Staaten einschließlich Deutschland und Österreich sowie in der Schweiz sind Pflanzenschutzmittel zugelassen, die Fenpropathrin als Wirkstoff enthalten.
Das Europäische Arzneibuch legt als Grenzwert für Fenpropathrin-Rückstände in pflanzlichen Drogen 0,03 mg·kg−1 fest.